# دان والترز
دان والترز (بالإنجليزية: Dan Walters)‏ هو لاعب كرة قاعدة أمريكي، ولد في 15 أغسطس 1966 في برونزويك في الولايات المتحدة.

## وصلات خارجية
- دان والترز على موقع دوري كرة القاعدة الرئيسي (الإنجليزية)
- دان والترز على موقعبيزبول رفرنس.كوم (الدوري الرئيسي) (الإنجليزية)
- دان والترز على موقعبيزبول رفرنس.كوم (الدوري الثانوي) (الإنجليزية)
- دان والترز على موقع إي إس بي إن.كوم (أم.أل.بي) (الإنجليزية)
- دان والترز على موقع مشجعي الرسوم البيانية (الإنجليزية)